# Виллонго
Виллонго (итал. Villongo) — коммуна в Италии, находится в регионе Ломбардия, в провинции Бергамо.
Население составляет 7770 человек (2010), плотность населения составляет 1310 чел./км². Занимает площадь 6 км². Почтовый индекс — 24060. Телефонный код — 035.
Покровителями коммуны почитаются святая Анна, святой Александр из Бергамо и святой Филиастр из Брешии, празднование 26 июля и 26 августа.

## Демография
Динамика населения:

## Города-побратимы
- Селонкур, Франция

## Администрация коммуны
- Официальный сайт: https://web.archive.org/web/20100109120436/http://www.comune.villongo.bg.it/